# NGC 7425
NGC 7425 је спирална галаксија у сазвежђу Водолија која се налази на NGC листи објеката дубоког неба.
Деклинација објекта је - 10° 57' 0" а ректасцензија 22h 57m 15,6s. Привидна величина (магнитуда) објекта NGC 7425 износи 14,7 а фотографска магнитуда 15,6. NGC 7425 је још познат и под ознакама MCG -2-58-13, PGC 70097.